# Bugotovaz
Bugotovaz, Bobutovaz o Gobgaz (in croato: Bogutovac) è un piccolo isolotto della Croazia, situato di fronte alla costa dalmata, a sud est della penisola di Sabbioncello. Amministrativamente appartiene alla città di Ragusa (Dubrovnik) nella regione raguseo-narentana.

## Geografia
Bugotovaz si trova nella valle di Maestro (zaljev Budima), circa 180 m a sud di punta Dolli (Ratac) e di valle Dolli (uvala Doli), e di fronte a una piccola insenatura (uvala Pržina). L'isolotto ha una forma allungata, ha una superficie di 4868 m², lo sviluppo costiero è di 286 m.

### Isole adiacenti
- Olipa, a sud.
- Taian (Tajan), a sud.

### Cartografia
- G. Giani, Carta prospettiva delle Comuni censuarie della Dalmazia, foglio 12, 1839. Fondo Miscellanea cartografica catastale, Archivio di Stato di Trieste.
- Carta di cabottaggio del mare Adriatico, foglio XI, Milano, Istituto geografico militare, 1822-1824. URL consultato il 16 febbraio 2017 (archiviato dall'url originale il 13 aprile 2013).